# Musikjahr 2009
Liste der Musikjahre

◄◄ | ◄ | 2005 | 2006 | 2007 | 2008 | Musikjahr 2009 | 2010 | 2011 | 2012 | 2013 | ► | ►►

Weitere Ereignisse
Dieser Artikel behandelt das Musikjahr 2009.

## Ereignisse

### Populäre Musik
- Neujahrskonzert der Wiener Philharmoniker 2009, Dirigent: Daniel Barenboim
- 12., 14. und 16. Mai: Eurovision Song Contest in Moskau. Alexander Rybak gewinnt mit Fairytale.
- 04. April: Ringo Starr und Paul McCartney treten (zum ersten Mal seit 2002) gemeinsam in der Radio City Music Hall in New York City für die David Lynch Foundation auf.
- 06. Mai: Die britische Synthie-Pop-/Synth-Rock-Band Depeche Mode startet in Esch-sur-Alzette ihre Tour of the Universe. Die Tournee endet nach 102 Konzerten am 27. Februar 2010 in Düsseldorf.
- 17. November: Der kanadische Pop-/R&B-Sänger Justin Bieber ist mit der Veröffentlichung seines Debütalbums My World der erste Künstler überhaupt, dessen sieben Songs aus einem Debütalbum in den Billboard Hot 100 stehen.

### Klassische Musik und Musiktheater
- 17. Januar: Das Konzerthaus Kopenhagen wird in Kopenhagen offiziell von Königin Margrethe II. von Dänemark eröffnet.[1]

## Musikcharts

### Deutschland
| Singles                                               | Position | Alben                               |
| ----------------------------------------------------- | -------- | ----------------------------------- |
|                                                       |          |                                     |
| Poker Face Lady Gaga                                  | 1        | Stadtaffe Peter Fox                 |
| Jungle Drum Emilíana Torrini                          | 2        | King of Pop Michael Jackson         |
| Ayo Technology Milow                                  | 3        | Nichts passiert Silbermond          |
| Stadt Cassandra Steen feat. Adel Tawil                | 4        | The Fame Lady Gaga                  |
| Dance with Somebody Mando Diao                        | 5        | Sounds of the Universe Depeche Mode |
| Wire to Wire Razorlight                               | 6        | Funhouse Pink                       |
| Irgendwas bleibt Silbermond                           | 7        | Liebe ist für alle da Rammstein     |
| Heavy Cross Gossip                                    | 8        | Adoro                               |
| I Gotta Feeling The Black Eyed Peas                   | 9        | 21st Century Breakdown Green Day    |
| When Love Takes Over David Guetta feat. Kelly Rowland | 10       | This Is the Life Amy Macdonald      |

Die längsten Nummer-eins-Singles
Lieder, die die meiste Zeit während eines anderen Jahres auf Platz 1 der Charts verbrachten, werden hier nicht aufgeführt.
1. Lady Gaga – Poker Face (13 Wochen)
2. Emilíana Torrini – Jungle Drum (8 Wochen)
3. James Morrison feat. Nelly Furtado – Broken Strings; Marit Larsen – If a Song Could Get Me You (jeweils 5 Wochen)

Die längsten Nummer-eins-Alben
Alben, die die meiste Zeit während eines anderen Jahres auf Platz 1 der Charts verbrachten, werden hier nicht aufgeführt.
1. Michael Jackson – King of Pop (7 Wochen)
2. Herbert Grönemeyer – Was muss muss – Best of; Ich + Ich – Gute Reise (jeweils 5 Wochen)
3. Peter Fox – Stadtaffe; Depeche Mode – Sounds of the Universe (jeweils 4 Wochen)

Alle Nummer-eins-Hits und die Hits des Jahres

### Österreich
| Singles                                                               | Position | Alben                                        |
| --------------------------------------------------------------------- | -------- | -------------------------------------------- |
|                                                                       |          |                                              |
| Poker Face Lady Gaga                                                  | 1        | King of Pop Michael Jackson                  |
| Jungle Drum Emilíana Torrini                                          | 2        | The Fame Lady Gaga                           |
| I Gotta Feeling The Black Eyed Peas                                   | 3        | Stadtaffe Peter Fox                          |
| Sexy Bitch David Guetta feat. Akon                                    | 4        | Funhouse P!nk                                |
| Hot n Cold Katy Perry                                                 | 5        | Was muss muss – Best of Herbert Grönemeyer   |
| If a Song Could Get Me You Marit Larsen                               | 6        | Der Mann mit der Mundharmonika Michael Hirte |
| Right Round Flo Rida feat. Kesha                                      | 7        | Black Ice AC/DC                              |
| Ayo Technology Milow                                                  | 8        | 21st Century Breakdown Green Day             |
| Primavera in anticipo (It Is My Song) Laura Pausini feat. James Blunt | 9        | Liebe ist für alle da Rammstein              |
| Irgendwas bleibt Silbermond                                           | 10       | Kiddy Contest Vol. 14 Kiddy Contest Kids     |

Die längsten Nummer-eins-Singles
Lieder, die die meiste Zeit während eines anderen Jahres auf Platz 1 der Charts verbrachten, werden hier nicht aufgeführt.
1. Lady Gaga – Poker Face (12 Wochen)
2. Emilíana Torrini – Jungle Drum (8 Wochen)
3. Robbie Williams – Bodies; Lady Gaga – Bad Romance (jeweils 5 Wochen)

Die längsten Nummer-eins-Alben
Alben, die die meiste Zeit während eines anderen Jahres auf Platz 1 der Charts verbrachten, werden hier nicht aufgeführt.
1. Michael Jackson – King of Pop (11 Wochen)
2. Bruce Springsteen – Working on a Dream; Green Day – 21st Century Breakdown; Semino Rossi – Die Liebe bleibt; Kiddy Contest Kids – Kiddy Contest Vol. 15 (jeweils 3 Wochen)

Alle weiteren Alben waren entweder eine oder zwei Wochen auf Platz 1 gelistet.
Alle Nummer-eins-Hits und die Hits des Jahres

### Schweiz
| Singles                                               | Position | Alben                                         |
| ----------------------------------------------------- | -------- | --------------------------------------------- |
|                                                       |          |                                               |
| Poker Face Lady Gaga                                  | 1        | 0816 Bligg                                    |
| When Love Takes Over David Guetta feat. Kelly Rowland | 2        | The Fame Lady Gaga                            |
| Ayo Technology Milow                                  | 3        | Funhouse P!nk                                 |
| Hot n Cold Katy Perry                                 | 4        | Strike! The Baseballs                         |
| Broken Strings James Morrison feat. Nelly Furtado     | 5        | No Line on the Horizon U2                     |
| Right Round Flo Rida feat. Kesha                      | 6        | Des rois, des pions et des fous Stress        |
| I Gotta Feeling The Black Eyed Peas                   | 7        | The Resistance Muse                           |
| Infinity 2008 Guru Josh Project                       | 8        | Ali e radici Eros Ramazzotti                  |
| Heavy Cross Gossip                                    | 9        | King of Pop Michael Jackson                   |
| Rosalie Bligg                                         | 10       | Reality Killed the Video Star Robbie Williams |

Die längsten Nummer-eins-Singles
Lieder, die die meiste Zeit während eines anderen Jahres auf Platz 1 der Charts verbrachten, werden hier nicht aufgeführt.
1. Lady Gaga – Poker Face; David Guetta feat. Kelly Rowland – When Love Takes Over; The Black Eyed Peas – I Gotta Feeling (jeweils 8 Wochen)
2. Milow – Ayo Technology (6 Wochen)
3. Katy Perry – Hot n Cold; Robbie Williams – Bodies (jeweils 5 Wochen)

Die längsten Nummer-eins-Alben
Alben, die die meiste Zeit während eines anderen Jahres auf Platz 1 der Charts verbrachten, werden hier nicht aufgeführt.
1. Michael Jackson – King of Pop (6 Wochen)
2. Bligg – 0816 (5 Wochen)
3. Depeche Mode – Sounds of the Universe; Eros Ramazzotti – Ali e radici (jeweils 4 Wochen)

Alle Nummer-eins-Hits und die Hits des Jahres

### Vereinigtes Königreich
| Singles                                      | Position | Alben                                         |
| -------------------------------------------- | -------- | --------------------------------------------- |
|                                              |          |                                               |
| Poker Face Lady Gaga                         | 1        | I Dreamed a Dream Susan Boyle                 |
| I Gotta Feeling Black Eyed Peas              | 2        | The Fame Lady Gaga                            |
| Just Dance Lady Gaga feat. Colby O’Donis     | 3        | Crazy Love Michael Bublé                      |
| Fight for This Love Cheryl Cole              | 4        | The E.N.D. Black Eyed Peas                    |
| The Climb Joe McElderry                      | 5        | Only by the Night Kings of Leon               |
| In for the Kill La Roux                      | 6        | JLS                                           |
| Boom Boom Pow Black Eyed Peas                | 7        | I Am … Sasha Fierce Beyoncé                   |
| Killing in the Name Rage Against the Machine | 8        | Sunny Side Up Paolo Nutini                    |
| Bad Boys Alexandra Burke feat. Flo Rida      | 9        | It’s Not Me, It’s You Lily Allen              |
| Meet Me Halfway Black Eyed Peas              | 10       | Reality Killed the Video Star Robbie Williams |

Die längsten Nummer-eins-Singles
Lieder, die die meiste Zeit während eines anderen Jahres auf Platz 1 der Charts verbrachten, werden hier nicht aufgeführt.
1. Lily Allen – The Fear (4 Wochen)
2. Lady Gaga feat. Colby O’Donis – Just Dance; Lady Gaga – Poker Face; Tinchy Stryder feat. N-Dubz – Number 1; Taio Cruz – Break Your Heart (jeweils 3 Wochen)

Alle weiteren Lieder waren entweder eine oder zwei Wochen auf Platz 1 gelistet.
Die längsten Nummer-eins-Alben
Alben, die die meiste Zeit während eines anderen Jahres auf Platz 1 der Charts verbrachten, werden hier nicht aufgeführt.
1. Lady Gaga – The Fame; Michael Jackson – The Essential (jeweils 7 Wochen)
2. Kings of Leon – Only by the Night, Paolo Nutini – Sunny Side Up; Susan Boyle – I Dreamed a Dream (jeweils 4 Wochen)

Alle weiteren Alben waren entweder eine oder zwei Wochen auf Platz 1 gelistet.
Alle Nummer-eins-Hits und die Hits des Jahres

### Vereinigte Staaten
| Singles                                  | Position | Alben                                                                 |
| ---------------------------------------- | -------- | --------------------------------------------------------------------- |
|                                          |          |                                                                       |
| Boom Boom Pow The Black Eyed Peas        | 1        | Fearless Taylor Swift                                                 |
| Poker Face Lady Gaga                     | 2        | I Am … Sasha Fierce Beyoncé                                           |
| Just Dance Lady Gaga feat. Colby O’Donis | 3        | Dark Horse Nickelback                                                 |
| I Gotta Feeling The Black Eyed Peas      | 4        | The Twilight Saga: New Moon O.S.T. Original Motion Picture Soundtrack |
| Love Story Taylor Swift                  | 5        | Hannah Montana: The Movie Original Motion Picture Soundtrack          |
| Right Round Flo Rida feat. Kesha         | 6        | Circus Britney Spears                                                 |
| I’m Yours Jason Mraz                     | 7        | 808s & Heartbreak Kanye West                                          |
| Single Ladies (Put a Ring on It) Beyoncé | 8        | The Fame Lady Gaga                                                    |
| Heartless Kanye West                     | 9        | Relapse Eminem                                                        |
| Gives You Hell The All-American Rejects  | 10       | The E.N.D. The Black Eyed Peas                                        |

Die längsten Nummer-eins-Singles
Lieder, die die meiste Zeit während eines anderen Jahres auf Platz 1 der Charts verbrachten, werden hier nicht aufgeführt.
1. The Black Eyed Peas – I Gotta Feeling (14 Wochen)
2. The Black Eyed Peas – Boom Boom Pow (12 Wochen)
3. Flo Rida feat. Kesha – Right Round (6 Wochen)

Die längsten Nummer-eins-Alben
Alben, die die meiste Zeit während eines anderen Jahres auf Platz 1 der Charts verbrachten, werden hier nicht aufgeführt.
1. Taylor Swift – Fearless (10 Wochen)

Alle weiteren Alben waren entweder eine oder zwei Wochen auf Platz 1 gelistet.
Alle Nummer-eins-Hits und die Hits des Jahres

### Charts in weiteren Ländern
Siehe auch: Nummer-eins-Hits 2009 in  Australien, Belgien, Brasilien, Dänemark, Deutschland, Finnland, Frankreich, Irland, Italien, Japan, Kanada, Mexiko, Neuseeland, den Niederlanden, Norwegen, Österreich, Polen, Portugal, Schweden, der Schweiz, Slowakei, Spanien, Tschechien, Ungarn, den Vereinigten Staaten und im Vereinigten Königreich.

## Musikpreise und Ehrungen
Im Jahr 2009 wurden bedeutende Musikpreise verliehen, darunter:
- Grammy Awards 2009 – Adele, Coldplay, Kings of Leon u. a.
- MTV Video Music Awards 2009 – Beyoncé, Taylor Swift, Lady Gaga u. a.

### Musikwettbewerbe und Castingshows
Eurovision Song Contest
1. Alexander Rybak: Fairytale
2. Yohanna: Is It True?
3. AySel & Arash: Always
4. Hadise: Düm tek tek
5. Jade Ewen: It’s My Time

## Musikfestivals und -tourneen
Wichtige Konzerte und Tourneen fanden im Jahr 2009 statt, darunter Auftritte von:
- Beyoncé – I Am … Tour
- Michael Jackson – This Is It (geplant, wurde auf Grund des Todes von Michael Jackson abgesagt)[2]
- Lady Gaga – The Monster Ball Tour
- Madonna – Sticky & Sweet Tour
- Rammstein – Liebe ist für alle da Tour
- Rihanna – Good Girl Gone Bad Tour
- Britney Spears – The Circus Starring: Britney Spears
- Taylor Swift – Fearless Tour
- Bruce Springsteen – Working on a Dream Tour
- Die Toten Hosen – Machmalauter Live
- U2 – 360° Tour

## Gründungen und Auflösungen (Auswahl)

### Gründungen
- African Corpse – deutsche Death-Metal-Band
- Alabama Shakes  – US-amerikanische Rockband
- AlunaGeorge – britische Band
- Antilopen Gang – deutsche Hip-Hop-Gruppe
- Die Antwoord – südafrikanisches Duo
- Aston – australische Popgruppe aus Sydney
- Aut Mori – russische Gothic-Metal-Band
- Big Time Rush – Band gegründet für die gleichnamige Fernsehserie
- Booze & Glory – britische Oi!-Band
- Boy – deutsches Musikduo
- Cantamus Gießen – gemischter A-Cappella-Chor aus Gießen
- Capital Cities – US-amerikanische Rockband
- The Chainsmokers – US-amerikanische Band
- The Civil Wars – US-amerikanische Folkband
- The Dead Weather – Supergroup
- Distorzija uma – kroatische Hard-Rock- und Heavy-Metal-Band aus Split (Reunion)
- Dordeduh – rumänische Black-Metal- und Folk-Metal-Band aus Timișoara
- Dudok Quartet Amsterdam – niederländisches Streichquartett
- Eljot Quent – deutsche Crossover-Band
- Foster the People – US-amerikanische Indieband
- Fuck Art, Let’s Dance! – deutsche Elektropopband
- Full of Hell – US-amerikanische Grindcore-Band
- God Seed – Gorgoroth-Nachfolgeprojekt von Gaahl
- Goitzsche Front – Deutschrockband
- Grausame Töchter – deutsche EBM-Band
- HBz – deutsches DJ-Duo
- Henke – Soloprojekt von Oswald Henke (Goethes Erben)
- Hevisaurus – finnische Band, Vorbild für Heavysaurus
- Hurts – britische Popband
- Icona Pop – schwedisches Duo
- Idles – britische Band
- Incubite – deutsche Aggrotech-Band
- KAJ – finnlandschwedische Comedygruppe und Band
- London Grammar – britische Indieband
- London Vegetable Orchestra – britisches Orchester aus London
- Lord of the Lost – deutsche Dark-Rock-Band
- Macklemore & Ryan Lewis – Hip-Hop-Duo
- Malcolm Lincoln – finnische Popband
- Mega! Mega! – deutsche Indierockband
- Monuments – multinationale Band
- Monster Truck – kanadische Rockband
- Moop Mama – deutsche Brassband
- Mr. Hurley & die Pulveraffen – deutsche Folk-Band
- Musikapostel – österreichisches Schlager-Trio
- Mülheim Asozial – deutsche Punk-Band aus Köln-Mülheim
- Night Time Stories – unabhängiges englisches Plattenlabel
- Northlane – australische Metalcore-Band
- Of Mice & Men – Metalcore-Band
- Off! – US-amerikanische Hardcore-Punk-Supergroup
- Paperstreet Empire – deutsche Indieband
- Pertti Kurikan Nimipäivät – finnische Punkband
- ReVamp – niederländische Symphonic-Metal-Band
- Saille – belgische Black-Metal-Band
- Schürzenjäger – umstrittene Neugründung der Zillertaler Schürzenjäger
- Sheppard – australische Popband
- Sinplus – Schweizer Popband
- Sleeping with Sirens – US-amerikanische Post-Hardcore-Band
- Tough Stuff! Music – deutsches Musiklabel für Dance- und House-Musik mit Sitz in Hürtgenwald
- Twenty One Pilots – US-amerikanisches Musikduo
- Unisonic – deutsche Metalband
- Unzucht – deutsche Rockband
- The Vaccines – britische Indieband
- Der Weg einer Freiheit – deutsche Post-Metal-Band

### Wiedervereinigungen
- Faith No More – US-amerikanische Crossover-Band (Auflösung 1998)
- Mr. Big
- Ultravox

### Auflösungen
- +44 – US-amerikanische Punkband
- Die 4 Holterbuam – österreichische volkstümliche Band
- 4Taste – portugiesische Rockband
- A Breath Before Surfacing – US-amerikanische Deathcore-Band
- After Forever – niederländische Symphonic-Metal-Band
- Aggro Grünwald – deutsche Hip-Hop-Comedy-Band
- AKa Frontage – deutsche Crossoverband
- American Head Charge – US-amerikanische Nu-Metal-Band (Neugründung 2011)
- Amesoeurs – französische Blackgaze-Band
- Angela’s Park – deutsche Popband
- Angels of Light – US-amerikanische Rockband
- Animosity – US-amerikanische Deathcore-Band
- Annihilation Time – US-amerikanische Hardcore-Punk-Band
- Armor for Sleep – US-amerikanische Alternative-Band
- At All Cost – US-amerikanische Metalcore-Band
- AufBruch – deutsche Rockband
- Bagatello – deutsche Comedy-Band
- Bastardator – kanadische Thrash-Metal-Band
- Battle of Mice – US-amerikanische Post-Metal-Band
- Beatbetrieb – deutsche christliche Popband
- Black Daisy – irische Pop-Rock-Band
- Bloodred – deutsche Musikgruppe aus Oberstenfeld
- Bodyjar – australische Punkband (Neugründung 2012)
- Boogie Army – deutsches Produzenten-Duo
- The Broken Family Band – britische Indieband
- The Brunettes – deutsche Indie-Pop-Band
- Bubonix – deutsche Hardcore-Punk-Band (Neugründung 2015)
- Burnt by the Sun – US-amerikanische Metalcore-Band
- Burst – schwedische Progressive-Metal-Band
- Cat Rapes Dog – schwedische EBM-Band
- Caustic Christ – US-amerikanische Crustcore-Band
- Culture Box – deutsche Popband
- Cinematic Sunrise – US-amerikanische Rockband
- The Cramps – US-amerikanische Psychobilly-Band, nach Tod des Sängers
- Cry Murder – australische Metalband
- Cute Is What We Aim For – US-amerikanische Alternative-Band
- Daily Terror – deutsche Punkband, nach Tod des Sängers
- Danity Kane – US-amerikanische Girlgroup
- Dark Sanctuary – französische Neoklassik-Band
- Daughters – US-amerikanische Noise-Band
- De Rosa – britische Indieband
- Dead Body Collection – serbisches Harsh-Noise-Wall-Projekt aus Belgrad
- Dead to Fall – US-amerikanische Metalcore-Band
- Deadsoil – deutsche Metalcore-Band
- Deadsoul Tribe – österreichische Metal-Band
- Delfins – portugiesische Popband
- Dies Ater – deutsche Black-Metal-Band
- Delirious? – britische christliche Band
- EL*KE – deutsche Rockband (Neugründung 2023)
- Falchion – finnische Metal-Band
- Fall of Serenity – deutsche Death-Metal-Band
- Five! Fast!! Hits!!! – deutsche Indieband
- Floodland – österreichische Dark-Rock-Band
- The Flying Windmill – deutsche Popband
- The Go Faster Nuns – deutsche Punkband
- Goddess of Desire – niederländische Metalband
- Guerilla – deutsche Hardcore-Punk-Band
- Halz Maul und spiel – deutsche Punkband
- Hatebeak – US-amerikanische Death-Metal-Band
- Hauptkampflinie – deutsche Rechtsrockband
- Havanna Heat Club – deutsche Rockband
- Have Heart – US-amerikanische Hardcore-Punk-Band
- Helter Skelter – deutsche Indieband
- High Fidelity – deutsche Funk-Rock-Band
- Hiroshima Will Burn – australische Death-Metal-Band
- Honor – polnische Rechtsrock-Band
- Intoxicados – argentinische Rockband
- Ioculatores – deutsches Mittelalter-Ensemble
- Jerobeam – deutsche Popband
- The Jet Set – polnische Popband
- Julia – österreichische Alternative-Band
- Juliette and the Licks – US-amerikanische Rockband um Juliette Lewis (Neugründung 2015)
- Kadavar – italienische Death-Metal-Band
- Kate Mosh – deutsche Indie-Rockband
- Die Kern-Buam – österreichische Volksmusikgruppe
- Killradio – US-amerikanische Punkband
- Die kleinen Götter – deutsche Punkband
- Lemon Ice – deutsche Crossoverband um Geeno Smith
- Liquido – deutsche Rockband
- Lorene Drive – US-amerikanische Post-Hardcore-Band
- Louis XIV – US-amerikanische Rockband
- Love and Rockets – britische Alternative-Band
- The Lovekevins – schwedische Indieband
- Marvin & Johnny – seit 1953 existierende Doo-Woop-Band
- MAUF – österreichische A-cappella-Band
- Methadrone – US-amerikanische Drone-Doom-Band
- Metronome – japanische Electropunkband
- Mill – deutsche Indieband
- Mondscheiner – österreichische Rock- und Kabarett-Band
- New Lost City Ramblers – seit 1958 existierende Stringband
- Nothingface – US-amerikanische Nu-Metal-Band
- Nox – ungarische Folkband
- Oasis – britische Rockband (2024 Neugründung)
- The Old Dead Tree – französische Gothic-Metal-Band
- Onkel Kånkel – schwedische Punkband (nach Tod des Sängers und Namensgebers)
- Osdorp Posse – niederländische Hip-Hop-Band
- Outworld – US-amerikanische Progressive-Metal-Band
- Pale – deutsche Indieband
- Penumbra – französische Gothic-Metal-Band
- Pete Philly & Perquisite – niederländisches Hip-Hop-Duo
- Picture the End – australische metalcore-Band
- Pull Tiger Tail – britische Indieband
- Queen + Paul Rodgers – Queen-Nachfolgeband mit Sänger Paul Rodgers
- The Rakes – britische Indierock-Band
- Rapsoul – deutsche Hip-Hop-Band
- RBD – mexikanische Popband
- Rin' – J-Pop-Band
- Running Wild – deutsche Metalband (2011 Neugründung)
- The Sad Sun – multinationale Funeral-Doom-Band
- Saffire – The Uppity Blues Women – US-amerikanische Bluesband
- Savia – spanische Alternative-Metal-Band
- Scars on Broadway – US-amerikanische Alternative-Rock-Band
- Schattentantz – deutsche Mittelalter-Rock-and
- Die Schröders – deutsche Punkband
- Shackles – australische Death-Metal-Band
- Sharona – deutsche christliche Popband
- Shattered Realm – US-amerikanische Metalcore-Band
- SheSays – österreichische Rockband
- The Shocks – deutsche Punkband
- Silvester – kurzlebige deutsche Popband
- Slugathor – finnische Metalband
- Sounds Like Violence – schwedische Emo-Band
- The Special Guests feat. Willie Ocean – deutsche Skaband
- SPN-X – deutsche Punkband
- Spreegeschwader – deutsche Rechtsrock-Band
- Starsailor – Britpop-Band (Neugründung 2014)
- Stereolab – britische Rockband (Neugründung 2019)
- Stonegard – norwegische Metalband
- Submarien – deutsche Popband
- Sunset Rubdown – kanadische Indieband
- Thorn.Eleven – deutsche Rockband
- U-Bahn-Kontrollöre in tiefgefrorenen Frauenkleidern – deutsche A-cappella-Band
- United Women’s Orchestra – multinationale Jazz-Big-Band
- Unrest – deutsche Metalband
- US5 – multinationale Boyband
- Verse – US-amerikanische Hardcore-Punk-Band
- The Wannadies – schwedische Popband
- With Dead Hands Rising – US-amerikanische Metalcore-Band
- Yamboo – deutsche Girlgroup
- Zombie Ghost Train – australische Psychobilly-Band

## Trends und Entwicklungen

### Digitalisierung und Musikindustrie
Das Jahr 2009 setzte den Trend zur Digitalisierung der Musikindustrie fort, wobei Streaming-Dienste wie Spotify an Popularität gewannen und digitale Downloads weiterhin stark nachgefragt wurden.

### Genres und Stilrichtungen
Im Jahr 2009 erlebten bestimmte Genres und Stilrichtungen einen Aufschwung, darunter:
- Pop und Dance-Pop – Mit Künstlern wie Lady Gaga, Beyoncé und Katy Perry
- Alternative Rock – Mit Bands wie Green Day und Florence and the Machine
- Hip-Hop und R&B – Mit Künstlern wie Jay-Z, Kanye West und Drake

### Internationale Zusammenarbeit und Einflüsse
Musikalische Zusammenarbeit und kulturelle Einflüsse aus verschiedenen Ländern prägten das Musikjahr 2009. Besonders auffällig waren:
- Britische Künstler – Adele, Florence and the Machine, Coldplay
- Einflüsse aus Lateinamerika – Shakira, Pitbull, Daddy Yankee

### Bekannte Künstler und Bands
Im Jahr 2009 waren einige Künstler und Bands besonders präsent und erfolgreich, darunter:
- Lady Gaga – Mit The Fame Monster
- Beyoncé – Mit I Am... Sasha Fierce
- Green Day – Mit 21st Century Breakdown
- Florence and the Machine – Mit Lungs
- Jay-Z – Mit The Blueprint 3

### Musikalische Einflüsse und gesellschaftliche Bedeutung

#### Politische und soziale Themen
Musik im Jahr 2009 reflektierte auch politische und soziale Themen, mit Songs, die sich mit Umweltproblemen, sozialer Ungerechtigkeit und persönlichem Empowerment auseinandersetzten.

#### Kulturelle Phänomene
Bestimmte Songs und Alben von 2009 entwickelten sich zu kulturellen Phänomenen, die Mode, Popkultur und den allgemeinen Zeitgeist beeinflussten.

## Neuveröffentlichungen (Auswahl)

### Lieder und Kompositionen
| Lied               | Text                                         | Musik                                        | Erstinterpret      | Label                          | Veröffentlichung | Genre                     | Album                 | Weitere Informationen |
| ------------------ | -------------------------------------------- | -------------------------------------------- | ------------------ | ------------------------------ | ---------------- | ------------------------- | --------------------- | --------------------- |
| Anything but Love  | Dieter Bohlen                                | Dieter Bohlen                                | Daniel Schuhmacher | Columbia Records               | 15. Mai 2009     | Pop                       | The Album             |                       |
| Back to Tennessee  | Billy Ray Cyrus, Tamara Dunn, Matthew Wilder | Billy Ray Cyrus, Tamara Dunn, Matthew Wilder | Billy Ray Cyrus    | Lyric Street                   | 2. Februar 2009  | Country-Rock              | Back to Tennessee     |                       |
| Hawaii Toast Song  | Felix Rennefeld, Jarko Nikolitsch            | Felix Rennefeld, Jarko Nikolitsch            | Alexander Marcus   | Kontor Records                 | 16. Oktober 2009 | Electronic                | Mega                  |                       |
| Only My Railgun    | Satoshi Yaginuma, Yuki-ka, Yoshino Nanjō     | Satoshi Yaginuma                             | fripSide           | Geneon Universal Entertainment | 4. November 2009 | J-Pop, Electronic, Anison | Infinite Synthesis    |                       |
| Schrei nach Liebe  | Patrick Losenský                             |                                              | Fler               |                                | 22. März 2009    | Hip-Hop, Battle-Rap       |                       |                       |
| When I Look at You | Hillary Lindsey, John Shanks                 | Hillary Lindsey, John Shanks                 | Miley Cyrus        | Hollywood Records              | 28. August 2009  | Pop                       | The Time of Our Lives |                       |
| Wildes Herz        | Neo Scope                                    | Anders Wollbeck, Mattias Lindblom, Neo Scope | Down Below         | Premium Records                | 26. Juni 2009    | Dark Rock, Pop-Rock       | Wildes Herz           |                       |

### Alben
| Album                                | Interpret                                                | Label                                        | Veröffentlichung  | Genre                                    | Weitere Informationen |
| ------------------------------------ | -------------------------------------------------------- | -------------------------------------------- | ----------------- | ---------------------------------------- | --------------------- |
| 21st Century Breakdown               | Green Day                                                | Reprise Records                              | 15. Mai 2009      | Punkrock, Alternative Rock, Pop-Punk     |                       |
| 5000 Poems                           | Steve Swell’s Slammin’ the Infinite                      | Not Two Records                              | 2009              | Jazz                                     |                       |
| A-Lex                                | Sepultura                                                | Steamhammer/SPV                              | 23. Januar 2009   | Groove Metal, Thrash Metal               |                       |
| Asynchronous                         | Paul Dunmall, Fred Van Hove, Paul Rogers und Paul Lytton | Slam Productions                             | 2009              | Jazz, Neue Improvisationsmusik           |                       |
| Coaster                              | NOFX                                                     | Fat Wreck Chords                             | 28. April 2009    | Punk                                     |                       |
| Da komm’ ich her                     | Andreas Gabalier                                         | Koch Universal                               | 29. Mai 2009      | Volkstümliche Musik                      |                       |
| Die Schallplatte – nied opleggt      | Ina Müller                                               | 105music                                     | 30. Oktober 2009  | Chanson, Rock, Pop                       | Coverversionen        |
| GiannaDream – Solo i sogni sono veri | Gianna Nannini                                           | RCA Records                                  | 27. März 2009     | Rock                                     |                       |
| Hordes of Chaos                      | Kreator                                                  | Steamhammer/SPV                              | 16. Januar 2009   | Thrash Metal                             |                       |
| Invaders Must Die                    | The Prodigy                                              | Take Me To The Hospital                      | 2009              | Big Beat, Electronic                     |                       |
| Liebe ist für alle da                | Rammstein                                                | Universal Music                              | 16. Oktober 2009  | Neue Deutsche Härte                      |                       |
| Lotusflow3r / MPLSound / Elixer      | Prince                                                   | NPG Records                                  | 24. März 2009     | R&B, Electro Funk, Funk, Pop, Rock, Soul | Dreifachalbum         |
| Lungs                                | Florence and the Machine                                 |                                              | 3. Juli 2009      | Indie-Rock, Indie-Pop, Indie-Folk        |                       |
| MTV Unplugged in New York            | Sportfreunde Stiller                                     | Vertigo Records, Universal                   | 22. Mai 2009      | Alternative, Indie-Pop                   |                       |
| Philly ’76                           | Frank Zappa                                              | Vaulternative Records                        | 21. Dezember 2009 | Rock                                     |                       |
| Sonic Boom                           | Kiss                                                     | Universal Records, Roadrunner Records        | 2. Oktober 2009   | Hard Rock                                |                       |
| Sounds of the Universe               | Depeche Mode                                             | Mute Records                                 | 17. April 2009    | Alternative Rock, Synthiepop, Techno     |                       |
| Superdesert                          | 100nka & Herb Robertson                                  | Not Two Records                              | 2009              | Jazz                                     |                       |
| Tattoos and Mushrooms                | Steven Bernstein, Marcus Rojas und Kresten Osgood        | ILK Music                                    | 2009              | Jazz, Neue Improvisationsmusik           |                       |
| The Abstract Truth                   | Rodrigo Amado, Kent Kessler und Paal Nilssen-Love        | European Echoes                              | 2009              | Jazz, Neue Improvisationsmusik           |                       |
| The Blueprint 3                      | Jay-Z                                                    | Roc Nation, Atlantic Records                 | 8. September 2009 | Hip-Hop                                  |                       |
| The Fame Monster                     | Lady Gaga                                                | Interscope, Cherrytree, Streamline, Kon Live | 20. November 2009 | Pop, Dance, Elektro-Pop, Synthpop        |                       |
| The Spirit Never Dies                | Falco                                                    | Starwatch Music, Warner Music Group          | 4. Dezember 2009  | Pop, Rock                                |                       |
| World Painted Blood                  | Slayer                                                   | American Recordings                          | 30. Oktober 2009  | Thrash Metal                             |                       |

## Geboren

### Januar bis Juni
- 06. April: Valentina Tronel, französische Sängerin

### Juli bis Dezember
- 08. August: Eduarda Henklein, brasilianische Schlagzeugerin und Sängerin
- 17. Oktober: Freya Skye, britische Sängerin und Schauspielerin
- 05. November: Trinity Bliss, US-amerikanische Kinderdarstellerin und Sängerin

## Gestorben

### Januar
- 01. Januar: John Pozdro, US-amerikanischer Komponist und Musikpädagoge (* 1923)
- 02. Januar: Valent Bogadi, jugoslawischer Musiker und Geistlicher (* 1946)
- 02. Januar: Valentina Giovagnini, italienische Sängerin (* 1938)
- 03. Januar: Charles Camilleri, maltesischer Komponist (* 1931)
- 04. Januar: 29-E, US-amerikanischer Rapper
- 04. Januar: Maureen Watson, australische Aktivistin, Autorin, Sängerin und Schauspielerin (* 1931)
- 05. Januar: Robert F. Brunner, US-amerikanischer Filmkomponist und Dirigent
- 06. Januar: Ron Asheton, US-amerikanischer Gitarrist (* 1948)
- 06. Januar: Róbert Ilosfalvy, ungarischer Tenor (* 1927)
- 07. Januar: Else Berntsen Aas, norwegische Komponistin, Organistin und Chorleiterin (* 1922)
- 07. Januar: Alex van Heerden, südafrikanischer Musiker (* 1974)
- 08. Januar: Deborah Riedel, australische Sopranistin (* 1958)
- 09. Januar: Dave Dee, britischer Popsänger (* 1941)
- 09. Januar: Gonzalo Farrugia, uruguayischer Schlagzeuger
- 10. Januar: Claus Mayrhofer Barabbas, österreichischer Maler und Free-Jazz-Musiker (* 1943)
- 10. Januar: Billy Brown, US-amerikanischer Rock’n’Roll-Musiker (* 1929)
- 10. Januar: Paramon Maftei, rumänischer Opernsänger (* 1935)
- 11. Januar: Andrew „Andy DeMize“ Martinez, US-amerikanischer Schlagzeuger (* 1983)
- 13. Januar: Gary Kurfirst, US-amerikanischer Musikmanager (* 1947)
- 14. Januar: Angela Morley, britische Komponistin und Dirigentin (* 1924)
- 15. Januar: Weronika Dudarowa, russische Dirigentin (* 1916)
- 15. Januar: Gottfried Möckel, deutscher Musikverleger (* 1926)
- 16. Januar: Whitey Mitchell, US-amerikanischer Jazzbassist (* 1932)
- 17. Januar: Günter Hörig, deutscher Komponist und Pianist (* 1927)
- 17. Januar: Arthur Weisberg, US-amerikanischer Fagottist, Dirigent, Musikpädagoge und Komponist (* 1931)
- 18. Januar: João Aguardela, portugiesischer Musiker (* 1969)
- 19. Januar: Osmo „Ossi“ Adolf Aalto, finnischer Jazz-Schlagzeuger und Orchesterleiter (* 1910)
- 20. Januar: Ramón de Algeciras, spanischer Gitarrist (* 1938)
- 20. Januar: David Newman, US-amerikanischer Jazzmusiker (* 1933)
- 21. Januar: Eugen Thomass, deutscher Filmkomponist (* 1927)
- 21. Januar: Walter Kubiczeck, deutscher Komponist und Bandleader (* 1931)
- 21. Januar: Hermann Winkler, deutscher Kammersänger (* 1924)
- 22. Januar: Heinz-Gert Freimuth, deutscher Chorleiter (* 1939)
- 22. Januar: Jochen Krämer, deutscher Schlagzeuger und Sänger (* 1964)
- 23. Januar: Juri Alexandrowitsch Falik, russischer Komponist und Dirigent (* 1936)
- 23. Januar: George Perle, US-amerikanischer Komponist und Musiktheoretiker (* 1915)
- 24. Januar: Gérard Blanc, französischer Sänger (* 1947)
- 24. Januar: Leonard Gaskin, US-amerikanischer Jazzbassist (* 1920)
- 24. Januar: Frank Meyer-Thurn, deutscher Musiker, Gitarrist, Songwriter und Produzent (* 1959)
- 25. Januar: Tony Curiel, dominikanischer Opernsänger (Bariton) (* 1931)
- 25. Januar: Ewald Kooiman, niederländischer Organist (* 1938)
- 25. Januar: Helmut Kruse, deutscher evangelischer Kirchenmusiker (* 1936)
- 27. Januar: Mino Reitano, italienischer Sänger (* 1944)
- 27. Januar: Klaus Wiese, deutscher Musiker (* 1942)
- 28. Januar: Billy Powell, US-amerikanischer Musiker (* 1952)
- 29. Januar: Hank Crawford, US-amerikanischer Musiker (* 1934)
- 29. Januar: John Martyn, britischer Musiker (* 1948)
- 30. Januar: Mike Francis, italienischer Musiker (* 1961)
- 30. Januar: Erland von Koch, schwedischer Komponist (* 1910)
- 31. Januar: Dewey Martin, US-amerikanischer Schlagzeuger (* 1940)

### Februar
- 01. Februar: Lukas Foss, US-amerikanischer Komponist (* 1922)
- 01. Februar: Władysław Jagiełło, polnischer Jazzmusiker (* 1935)
- 01. Februar: Ferdinand Radovan, jugoslawischer Opernsänger (* 1938)
- 01. Februar: Richard Salter, britischer Opernsänger (* 1943)
- 02. Februar: Sunny Skylar, US-amerikanischer Sänger, Komponist, Liedtexter und Musikverleger (* 1913)
- 03. Februar: Kurt Demmler, deutscher Liedermacher (* 1943)
- 03. Februar: Max Neuhaus, US-amerikanischer Musiker und Klangkünstler (* 1939)
- 04. Februar: Lux Interior, US-amerikanischer Musiker (* 1946)
- 05. Februar: Jan Diesselhorst, deutscher Musiker (* 1954)
- 06. Februar: Caridad Hierrezuelo, kubanische Sängerin (* 1924)
- 06. Februar: Borislav Popović, jugoslawisch-serbischer Theater- und Opernregisseur (* 1931)
- 06. Februar: David Young, US-amerikanischer Jazzmusiker (* 1933)
- 07. Februar: Molly Bee, US-amerikanische Country-Sängerin (* 1939)
- 07. Februar: Blossom Dearie, US-amerikanische Jazz-Sängerin (* 1924)
- 07. Februar: Jacques Lancelot, französischer Klarinettist (* 1920)
- 09. Februar: Vic Lewis, britischer Jazzmusiker und Cricketspieler (* 1919)
- 09. Februar: Günter Lohse, deutscher Opernregisseur (* 1934)
- 09. Februar: Orlando „Cachaíto“ López, kubanischer Musiker (* 1933)
- 09. Februar: Scott Turner, kanadischer Songwriter und Musikproduzent (* 1931)
- 11. Februar: Estelle Bennett, US-amerikanische Sängerin (* 1941)
- 11. Februar: Pavel Novák, tschechoslowakischer bzw. tschechischer Sänger (* 1944)
- 11. Februar: Francis Smith, argentinischer Komponist (* 1938)
- 12. Februar: Mat Mathews, niederländischer Jazz-Musiker (* 1924)
- 12. Februar: Gerry Niewood, US-amerikanischer Jazzmusiker (* 1943)
- 13. Februar: Johnny Hawksworth, britischer Jazzmusiker (Bassist, Komponist) (* 1924)
- 13. Februar: Jörgen Petersen, finnischer Komponist und Trompeter (* 1931)
- 14. Februar: Louie Bellson, US-amerikanischer Musiker (* 1924)
- 14. Februar: Buck Griffin, US-amerikanischer Musiker (* 1923)
- 15. Februar: Joe Cuba, puerto-ricanischer Musiker (* 1931)
- 17. Februar: Tony Bauwens, belgischer Jazzpianist (* 1936)
- 18. Februar: Snooks Eaglin, US-amerikanischer Gitarrist und Sänger (* 1936)
- 18. Februar: Antoni Martorell i Miralles, spanischer Komponist, Pädagoge und Franziskaner (* 1931)
- 18. Februar: Friedhelm Mönter, deutscher Rundfunkmoderator (* 1946)
- 19. Februar: Dieter Brauer, deutscher Pianist, Komponist und Musikpädagoge (* 1935)
- 19. Februar: Kelly Groucutt, britischer Rockmusiker (* 1945)
- 19. Februar: Julio Martel, argentinischer Tangosänger (* 1923)
- 19. Februar: Miika Tenkula, finnischer Rockmusiker (* 1974)
- 19. Februar: Kelly Groucutt, britischer Musiker (* 1945)
- 20. Februar: Costin Cazaban, rumänisch-französischer Komponist und Musikwissenschaftler (* 1946)
- 20. Februar: Fats Sadi, belgischer Jazzmusiker und Komponist (* 1927)
- 21. Februar: Sebastian Hackert, deutscher Musiker (* 1976)
- 22. Februar: Günter Kochan, deutscher Komponist (* 1930)
- 24. Februar: Svatopluk Havelka, tschechischer Komponist (* 1925)
- 25. Februar: Ian Carr, britischer Jazzmusiker (* 1933)
- 25. Februar: Ira Malaniuk, österreichisch-ukrainische Mezzosopranistin (* 1919)

### März
- 01. März: Muriel Havenstein, US-amerikanische Jazzpianistin (* 1923)
- 01. März: Arch Martin, US-amerikanischer Jazzmusiker (* 1931)
- 02. März: Rhae Andrece, US-amerikanische Sängerin und Schauspielerin (* 1936)
- 02. März: Ernie Ashworth, US-amerikanischer Country-Musiker (* 1928)
- 03. März: Flemming Flindt, dänischer Balletttänzer und Choreograph (* 1936)
- 04. März: John Cephas, US-amerikanischer Gitarrist und Sänger (* 1930)
- 06. März: Francis Magalona, philippinischer Rapper (* 1964)
- 07. März: Jimmy Boyd, US-amerikanischer Kinderdarsteller und Musiker (* 1939)
- 07. März: André Casanova, französischer Komponist (* 1919)
- 08. März: James Avery, US-amerikanischer Pianist und Dirigent (* 1937)
- 08. März: Mara Janković, jugoslawische bzw. serbische Pop- und Jazzsängerin (* 1926)
- 08. März: Hank Locklin, US-amerikanischer Sänger (* 1918)
- 10. März: Guy Jonson, englischer Pianist und Musikpädagoge (* 1913)
- 11. März: Lars Erstrand, schwedischer Musiker (* 1936)
- 12. März: Alex Parche, deutscher Gitarrist (* 1952)
- 13. März: Uwe Block, deutscher Musikverleger, Musikproduzent und Künstlermanager (* 1946)
- 13. März: Anne Brown, US-amerikanische Opernsängerin (* 1912)
- 13. März: Pete Brown, norwegischer Jazz- und Unterhaltungsmusiker (Schlagzeug) (* 1921)
- 14. März: Alain Bashung, französischer Sänger (* 1947)
- 14. März: Robert Hanell, tschechischer Komponist (* 1925)
- 17. März: Lester Davenport, US-amerikanischer Blues-Musiker (* 1932)
- 17. März: King Tut, US-amerikanischer Rapper (* 1985)
- 18. März: Eddie Bo, US-amerikanischer Jazz-Musiker (* 1930)
- 18. März: Toni Leutwiler, Schweizer Musiker, Komponist, Arrangeur und Dirigent (* 1923)
- 18. März: Theodor Wohnhaas, deutscher Musikwissenschaftler und Organologe (* 1922)
- 19. März: Ion Dolănescu, rumänischer Musiker und Politiker (* 1944)
- 19. März: Ezio Flagello, US-amerikanischer Opernsänger (* 1931)
- 19. März: Wenijamin Margolin, russischer Musiker (* 1922)
- 20. März: Mel Brown, US-amerikanischer Blues-Gitarrist (* 1939)
- 20. März: Vladimir Savčić Čobi, jugoslawischer bzw. serbischer Musiker (* 1948)
- 22. März: Gottfried Fischer, deutscher Organist, Kantor, Kirchenmusikdirektor (* 1924)
- 22. März: Frans Lasson, dänischer Opernsänger und Schriftsteller (* 1935)
- 22. März: Little Hudson Shower, US-amerikanischer Blues-Gitarrist und Sänger (* 1919)
- 23. März: Heinrich Lindlar, deutscher Musikwissenschaftler und -pädagoge (* 1912)
- 24. März: Uriel Jones, US-amerikanischer Schlagzeuger (* 1934)
- 24. März: Augustin Kubizek, österreichischer Komponist (* 1918)
- 25. März: Louis-Helmut Debes, deutscher Musikpädagoge (* 1932)
- 25. März: Manny Oquendo, US-amerikanischer Musiker (* 1931)
- 25. März: Willy Schobben, niederländischer Jazz- und Unterhaltungsmusiker (Trompete, Komposition) und Orchesterleiter (* 1915)
- 25. März: Dan Seals, US-amerikanischer Sänger, Musiker und Songwriter (* 1948)
- 26. März: Arne Bendiksen, norwegischer Sänger und Komponist (* 1926)
- 26. März: John Mayhew, englischer Musiker (* 1947)
- 28. März: Travis Criscola, US-amerikanischer Musiker (* 1985)
- 28. März: Renata Mauro, italienische Sängerin, Schauspielerin und Fernsehmoderatorin (* 1934)
- 29. März: Maurice Jarre, französischer (Filmmusik-)Komponist (* 1924)
- 30. März: Maria Curcio, italienische Pianistin und Klavierpädagogin (* 1918)
- 30. März: Jean Claude Fohrenbach, französischer Jazzmusiker (* 1925)
- 30. März: Johannes Mikkelsen, deutscher Chordirektor (* 1942)
- 30. März: Gert Oost, niederländischer Musikwissenschaftler und Komponist (* 1942)

### April
- 01. April: Gabriel Reynal, argentinischer Tangosänger (* 1943)
- 02. April: Bud Shank, US-amerikanischer Jazz-Saxophonist (* 1926)
- 03. April: Eva Evdokimova, US-amerikanische Primaballerina (* 1948)
- 04. April: Jack Fragomeni, US-amerikanischer Jazzgitarrist (* 1951)
- 05. April: Dave Burns, US-amerikanischer Jazz-Musiker (* 1924)
- 06. April: Jacques Hustin, belgischer Sänger und Maler (* 1940)
- 06. April: Mari Trini, spanische Sängerin (* 1947)
- 08. April: Suma Paz, argentinische Sängerin, Komponistin und Gitarristin (* 1939)
- 09. April: Siegfried Rundel, deutscher Komponist und Musikverleger (* 1940)
- 11. April: Peter Teumer, deutscher Sänger (* 1956)
- 12. April: Hanskarl Schade, deutscher Opernsänger (* 1915)
- 12. April: Rubin 'Zeke' Zarchy, US-amerikanischer Trompeter (* 1915)
- 13. April: Pee Wee Moore, US-amerikanischer Jazz-Saxofonist (* 1928)
- 16. April: Karl Schwämmlein, deutscher Pädagoge und Musikhistoriker (* 1917)
- 16. April: Alexander Steinbacher, deutscher Dirigent (* 1931)
- 17. April: Hermin Esser, deutscher Opernsänger (* 1928)
- 17. April: Carmen Leggio, US-amerikanischer Jazzmusiker (* 1927)
- 18. April: Bruno Adams, australischer Singer-Songwriter (* 1963)
- 18. April: Enrique Franco Manera, spanischer Musikkritiker, Pianist und Komponist (* 1920)
- 19. April: Tilahun Gesesse, äthiopischer Sänger (* 1940)
- 19. April: Anatoli Kuleschow, russischer Musiker
- 21. April: El Gurko, österreichischer Musiker
- 22. April: Dietrich Erdmann, deutscher Komponist (* 1917)
- 22. April: Hans Otto Jung, deutscher Unternehmer, Jazzmusiker und Mäzenat (* 1920)
- 22. April: Karl Steins, deutscher Musiker (* 1919)
- 23. April: Ciril Škerjanec, jugoslawischer bzw. slowenischer Cellist und Hochschullehrer (* 1936)
- 24. April: Sixto Palavecino, argentinischer Folkloregeiger, -sänger und Komponist (* 1915)
- 27. April: Frankie Manning, US-amerikanischer Tänzer und Choreograf (* 1914)
- 27. April: Jewhenija Miroschnytschenko, ukrainische Opernsängerin (* 1931)
- 28. April: Vern Gosdin, US-amerikanischer Country-Sänger (* 1934)
- 28. April: Jekaterina Maximowa, sowjetische Ballerina (* 1939)
- 28. April: Valeria Peter Predescu, rumänische Volksmusikinterpretin (* 1947)
- 29. April: Tom McGrath, schottischer Dramatiker und Musiker (* 1940)
- 30. April: Ustad Zaland, afghanischer Musiker

### Mai
- 02. Mai: Kiyoshiro Imawano, japanischer Sänger (* 1951)
- 03. Mai: Renée Morisset, kanadische Pianistin und Musikpädagogin (* 1928)
- 04. Mai: Bernard William Gobin, US-amerikanischer Bildhauer, Fischer, Musiker und politischer Führer der Tulalip-Stämme (* 1930)
- 05. Mai: Richard Miller, US-amerikanischer Musikologe, Linguist, Stimmforscher, Gesangspädagoge und Opernsänger (* 1926)
- 06. Mai: Donald Evans, US-amerikanischer Musiker (* 1960)
- 06. Mai: Viola Wills, US-amerikanische Sängerin, Pianistin und Songautorin (* 1939)
- 07. Mai: Egmont Lüftner, österreichischer Musikmanager (* 1931)
- 08. Mai: Jörg Gülden, deutscher Musikjournalist und Musiker (* 1944)
- 08. Mai: Werner Rehm, deutscher Jazzmusiker (* 1930)
- 09. Mai: Mendi Rodan, israelischer Violinist und Dirigent (* 1929)
- 10. Mai: Julie Coryell, US-amerikanische Sängerin, Songwriter, Schauspielerin und Autorin (* 1947)
- 10. Mai: Heribert Glassl, deutscher Metallblasinstrumentenbauer (* 1930)
- 10. Mai: Gerhard Wilhelm, deutscher Chorleiter (* 1918)
- 11. Mai: Mike Staab, deutscher DJ und Produzent (* 1960)
- 12. Mai: Richard Ryan Graves, britischer Sänger, Komponist und Keyboarder (* 1954)
- 12. Mai: Maritta Kersting, deutsche Lautenistin und Gitarristin (* 1935)
- 12. Mai: Antonio Vega, spanischer Musiker (* 1957)
- 14. Mai: Buddy Montgomery, US-amerikanischer Jazzmusiker (* 1930)
- 15. Mai: Olof Grafström, schwedischer Kornettist und Pianist (* 1927)
- 16. Mai: Jiří Urbánek, tschechischer Jazzmusiker (* 1944)
- 17. Mai: Werner Sellhorn, deutscher Musikwissenschaftler (* 1930)
- 17. Mai: Jacques Simard, kanadischer Oboist (* 1941)
- 18. Mai: Dolla, US-amerikanischer Rapper (* 1987)
- 18. Mai: José Luis Caballero, mexikanischer Sänger (* 1922)
- 19. Mai: Kurt Dieman-Dichtl, österreichischer Theaterregisseur und Sänger (* 1923)
- 19. Mai: Nicholas Maw, britischer Komponist (* 1935)
- 21. Mai: Uli Trepte, deutscher Bassist, Sänger, Komponist und Texter (* 1941)
- 22. Mai: Louis Toebosch, niederländischer Komponist (* 1916)
- 24. Mai: Pierre Beek, niederländischer Musiker
- 24. Mai: Jay Bennett, US-amerikanischer Musiker und Songwriter (* 1963)
- 25. Mai: Charly Höllering, deutscher Jazzmusiker und Grafiker (* 1944)
- 25. Mai: Josefina Lavalle, mexikanische Tänzerin und Choreografin (* 1924)
- 25. Mai: Wilfried Scheib, österreichischer Musikpionier und Hochschullehrer (* 1922)
- 26. Mai: Antonio Braga, italienischer Komponist und Musikpädagoge (* 1929)
- 29. Mai: Robert Theodore Anderson, US-amerikanischer Organist, Komponist und Musikpädagoge (* 1934)
- 29. Mai: Stanley Wolfe, US-amerikanischer Komponist und Musikpädagoge (* 1924)
- 30. Mai: Richard Nadler, US-amerikanischer Musiker und Kolumnist (* 1948)
- 30. Mai: Waldemar Matuška, tschechischer Schlagersänger und Schauspieler (* 1932)
- 30. Mai: Michael Müller, deutscher rechtsextremer Liedermacher (* 1975)
- 31. Mai: Dan Hill, südafrikanischer Musiker (* 1923)
- 31. Mai: Andrei Wertogradow, sowjetischer bzw. russischer Sänger und Schauspieler

### Juni
- 01. Juni: Juliana de Aquino, brasilianische Musicaldarstellerin (* 1980)
- 01. Juni: Silvio Barbato, brasilianischer Dirigent (* 1959)
- 02. Juni: Palghat A. R. Raghu, indischer Musiker (* 1928)
- 03. Juni: Sam Butera, US-amerikanischer Saxophonist (* 1927)
- 03. Juni: Koko Taylor, US-amerikanische Blues-Sängerin (* 1928)
- 04. Juni: Ward Costello, US-amerikanischer Schauspieler und Komponist (* 1919)
- 04. Juni: Trude Mally, österreichische Sängerin (* 1928)
- 04. Juni: Schan Sagadejew, russischer Musiker (* 1967)
- 04. Juni: Trude Stosch-Sarrasani, Schweizer Tänzerin, Musikerin und Artistin (* 1913)
- 05. Juni: Jeff Hanson, US-amerikanischer Singer-Songwriter und Gitarrist (* 1978)
- 05. Juni: Boris Pokrowski, russischer Opernregisseur (* 1912)
- 06. Juni: Koyama Kiyoshige, japanischer Komponist und Musikpädagoge (* 1914)
- 07. Juni: Hugh Hopper, britischer Bassist und Komponist (* 1945)
- 07. Juni: Kenny Rankin, US-amerikanischer Musiker (* 1940)
- 08. Juni: Amador Ballumbrosio, peruanischer Folk-Musiker und -Tänzer (* 1933)
- 09. Juni: Mal Sondock, US-amerikanischer DJ und Hörfunkmoderator (* 1934)
- 10. Juni: Jack Nimitz, US-amerikanischer Jazz-Saxophonist (* 1930)
- 11. Juni: Jarmo Savolainen, finnischer Jazzpianist und -komponist (* 1961)
- 12. Juni: Walter Schulz, deutscher lutherischer Theologe und Kirchenlieddichter (* 1925)
- 13. Juni: Otilio Galíndez, venezolanischer Sänger und Komponist (* 1935)
- 14. Juni: Bob Bogle, US-amerikanischer Gitarrist (* 2009)
- 14. Juni: Ivan Della Mea, italienischer Liedermacher (* 1940)
- 14. Juni: Teresita Junco, kubanische Pianistin und Musikpädagogin
- 15. Juni: Rudolf Francl, jugoslawischer Opernsänger (Tenor) (* 1920)
- 16. Juni: Frank "El Pavo" Hernández, venezolanischer Salsa- und Jazz-Schlagzeuger und -Perkussionist (* 1934)
- 16. Juni: Charlie Mariano, US-amerikanischer Jazz-Musiker (* 1923)
- 16. Juni: Tina Marsh, US-amerikanische Sängerin und Komponistin (* 1954)
- 17. Juni: André Almuro, französischer Komponist, Hörspielautor und Kurzfilmregisseur (* 1927)
- 17. Juni: Werner Baumgart, deutscher Jazzmusiker und Arrangeur (* 1927)
- 17. Juni: José Calvário, portugiesischer Komponist und Dirigent (* 1951)
- 19. Juni: Ali Akbar Khan, indischer Musiker und Komponist (* 1922)
- 20. Juni: Hans Hass, österreichischer Schauspieler und Schlagersänger (* 1946)
- 20. Juni: Nazir Ali Jairazbhoy, indisch-US-amerikanischer Musikethnologe (* 1927)
- 22. Juni: Betty Allen, US-amerikanische Opernsängerin (* 1927)
- 22. Juni: Rainer Cabanis, deutscher Journalist, Rundfunkmoderator und -manager (* 1946)
- 22. Juni: Eddie Preston, US-amerikanischer Jazz-Trompeter (* 1928)
- 22. Juni: Steve Race, britischer Jazzmusiker, Autor und Moderator (* 1921)
- 23. Juni: Dickie Hawdon, britischer Jazzmusiker und Musikpädagoge (* 1927)
- 24. Juni: Franz F. Eichberger, deutscher Pianist (* 1936)
- 24. Juni: Steven Wells, britischer Musikjournalist (* 1960)
- 25. Juni: Pierre van Hauwe, niederländischer Musiker und Musikpädagoge (* 1920)

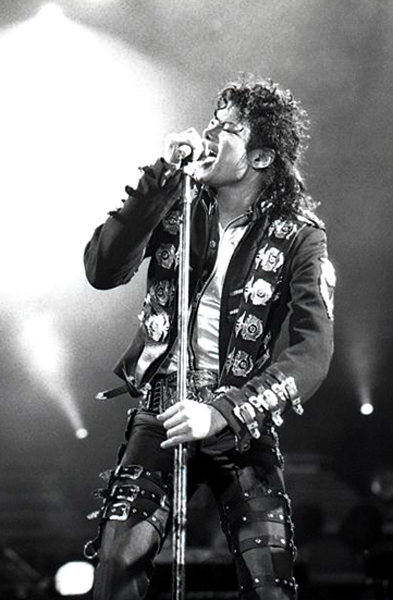
Michael Jackson; † 25. Juni

- 25. Juni: Michael Jackson, US-amerikanischer Sänger und Musiker (* 1958)
- 25. Juni: Sky Saxon, US-amerikanischer Sänger (* 1937)
- 25. Juni: Yasmine (Hilde Rens), belgische Sängerin und Moderatorin (* 1972)
- 26. Juni: Erhard Karkoschka, deutscher Komponist (* 1923)
- 26. Juni: Eduardo Lagos, argentinischer Pianist, Komponist und Musikkritiker (* 1929)
- 26. Juni: Charles Leighton, US-amerikanischer Mundharmonikaspieler und Toningenieur (* 1921)
- 27. Juni: Marcel Lang, Schweizer Kantor und Sänger (* 1956)
- 27. Juni: Fayette Pinkney, US-amerikanische Sängerin (* 1948)
- 27. Juni: Gale Storm, US-amerikanische Schauspielerin und Sängerin (* 1922)
- 27. Juni: Jackie Washington, kanadischer Bluesmusiker (* 1919)
- 29. Juni: Jan Rubeš, kanadisch-tschechischer Schauspieler und Musiker (* 1920)
- 30. Juni: Judy Bounds Coleman, US-amerikanische Sängerin und Musikprofessorin (* 1927)
- 30. Juni: Alan Carter, englisch-deutscher Balletttänzer, Choreograf und Kostümbildner (* 1920)
- 30. Juni: Shi Pei Pu, chinesischer Opernsänger (* 1938)
- 30. Juni: Pina Bausch, deutsche Tänzerin und Choreografin (* 1940)

### Juli
- 01. Juli: Ljudmila Sykina, russische Sängerin (* 1929)
- 03. Juli: Josef Adamík, tschechischer Komponist, Musikpädagoge und Chorleiter (* 1947)
- 03. Juli: Diana Piazzolla, argentinische Schriftstellerin und Liedtexterin (* 1943)
- 04. Juli: Jim Chapin, US-amerikanischer Jazzmusiker (* 1919)
- 04. Juli: Allen Klein, US-amerikanischer Musikmanager (* 1931)
- 05. Juli: Phùng Há, vietnamesische Sängerin (* 1911)
- 06. Juli: Peter Parsch, deutscher Bariton (* 1944)
- 08. Juli: Shep Meyers, US-amerikanischer Jazzmusiker und Komponist (* 1936)
- 08. Juli: Midnight (John Patrick Jr. McDonald), US-amerikanischer Sänger (* 1962)
- 08. Juli: Bobby Pring, US-amerikanischer Bigband- und Jazzmusiker (* 1924)
- 10. Juli: Edward Downes, britischer Dirigent (* 1924)
- 12. Juli: Günther Bockelmann, deutscher Sänger von Seemannsliedern sowie Chorleiter (* 1945)
- 12. Juli: Hella Heizmann, deutsche Sängerin und Komponistin (* 1951)
- 12. Juli: Pawel Smejan, russischer Musiker und Schauspieler (* 1957)
- 16. Juli: D. K. Pattammal, indische Sängerin (* 1919)
- 17. Juli: Lisedore Praetorius, deutsche Cembalistin und Musikpädagogin (* 1916)
- 17. Juli: Gordon Waller, britischer Musiker (* 1945)
- 18. Juli: Annagül Annagulyýewa, turkmenische Opernsängerin und Filmschauspielerin (* 1924)
- 18. Juli: Carlos Canelhas, portugiesischer Komponist (* 1927)
- 20. Juli: Ria Brieffies, niederländische Sängerin (* 1957)
- 21. Juli: Garnet Brooks, kanadischer Sänger und Gesangspädagoge (* 1937)
- 21. Juli: John Dawson, US-amerikanischer Sänger und Musiker (* 1937)
- 21. Juli: Gangubai Hangal, indische Sängerin (* 1913)
- 21. Juli: Marcel Jacob, schwedischer Bassist (* 1964)
- 21. Juli: Hiroshi Wakasugi, japanischer Dirigent (* 1935)
- 22. Juli: Claude Sommier, französischer Jazzpianist und Komponist (* 1952)
- 24. Juli: Alapana Banerjee, indische klassische Sängerin (* 1934)
- 24. Juli: Friedrich Goldmann, deutscher Komponist und Dirigent (* 1941)
- 24. Juli: Reinhard Schulz, deutscher Musikwissenschaftler (* 1950)
- 26. Juli: Bhaskar Chandavarkar, indischer Musiker und Komponist (* 1936)
- 26. Juli: Merce Cunningham, US-amerikanischer Tänzer und Choreograf (* 1919)
- 27. Juli: George Russell, US-amerikanischer Jazz-Musiker (* 1923)
- 30. Juli: Canario Luna, uruguayischer Sänger (* 1938)

### August
- 01. August: Titus „Baatin“ Glovin, US-amerikanischer Rapper (* 1974)
- 02. August: Billy Lee Riley, US-amerikanischer Musiker (* 1933)
- 03. August: Lothar Scharf, deutscher Jazzmusiker und Aquarellist (* 1942)
- 05. August: Jean-Marie Benoît, kanadischer Gitarrist und Filmkomponist (* 1954)
- 05. August: Ric Cartey, US-amerikanischer Rockabilly-Musiker und Songschreiber (* 1937)
- 05. August: Dieter Weiss, deutscher Organist, Dirigent und Kirchenmusiker (* 1922)
- 06. August: Bahadır Akkuzu, türkischer Gitarrist (* 1955)
- 06. August: Willy DeVille, US-amerikanischer Musiker (* 1950)
- 07. August: Gulshan Bawra, indischer Liedtexter und -komponist (* 1937)
- 07. August: Tamás Cseh, ungarischer Liedermacher (* 1943)
- 07. August: Mike Seeger, US-amerikanischer Folkmusiker und Folklorist (* 1933)
- 07. August: Paul Schreckenberger, deutscher Posaunist (* 1930)
- 07. August: Tatiana Stepa, rumänische Folksängerin (* 1963)
- 08. August: Aram Tigran, armenisch-kurdischer Musiker (* 1935)
- 08. August: Hans Jürgen Wenze, deutscher Komponist und Dirigent (* 1939)
- 09. August: Fred Gertz, deutscher Liedtexter (* 1934)
- 09. August: Jasmine You, japanischer Musiker (* 1979)
- 10. August: Bill Reid, US-amerikanischer Bluegrass-Musiker und Radiomoderator (* 1926)
- 12. August: Rashied Ali, US-amerikanischer Jazz-Musiker (* 1933)
- 13. August: Gisela Griffel, deutsche Schlagersängerin und Schauspielerin (* 1925)

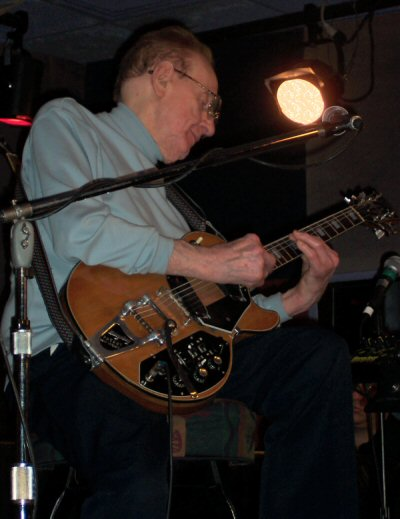
Les Paul; † 13. August

- 13. August: Les Paul, US-amerikanischer Gitarrist (* 1915)
- 13. August: Allen Shellenberger, US-amerikanischer Schlagzeuger (* 1969)
- 14. August: Lawrence Lucie, US-amerikanischer Jazz-Gitarrist (* 1907)
- 15. August: Florin Bogardo, rumänischer Komponist (* 1942)
- 15. August: Jim Dickinson, US-amerikanischer Musikproduzent, Musiker, Sänger und Songwriter (* 1941)
- 15. August: Onkel Kånkel, eigentlich Håkan Florå, schwedischer Punkmusiker (* 1962)
- 17. August: Gianni Basso, italienischer Jazz-Musiker (* 1931)
- 18. August: Fernanda Pivano, italienische Musikschriftstellerin und -journalistin (* 1917)
- 18. August: Milan Slavický, tschechischer Musikwissenschaftler und Komponist (* 1947)
- 20. August: Larry Knechtel, US-amerikanischer Musiker (* 1940)
- 20. August: Fritz Pignitter, österreichischer Musiker (* 1961)
- 21. August: John Carter, US-amerikanischer Sänger (* 1934)
- 22. August: David Wilczewski, US-amerikanischer Fusionmusiker (* 1952)
- 24. August: Joe Maneri, US-amerikanischer Jazz-Musiker (* 1927)
- 25. August: Berle Adams, US-amerikanischer Plattenproduzent (* 1917)
- 25. August: Horacio Casares, argentinischer Tangosänger (* 1932)
- 25. August: Robert Heppener, niederländischer Komponist und Musikpädagoge (* 1925)
- 25. August: Edith Nothdorf, deutsche Musikpädagogin, Autorin und Komponistin (* 1934)
- 26. August: Ellie Greenwich, US-amerikanische Popsängerin, Songwriterin und Plattenproduzentin (* 1940)
- 27. August: Antonio Virgilio Savona, italienischer Musiker (* 1919)
- 28. August: Adam Goldstein, US-amerikanischer Discjockey (* 1973)
- 28. August: Shame, Schweizer Rapper (* 1982)
- 29. August: Chris Connor, US-amerikanische Jazz-Musikerin (* 1927)
- 31. August: Eddie Higgins, US-amerikanischer Jazz-Musiker (* 1932)

### September
- 01. September: Jake Brockman, britischer Musiker (* 1955)
- 01. September: Wycliffe Johnson, jamaikanischer Reggae-Sänger und Komponist (* 1962)
- 01. September: Nevit Kodallı, türkischer Komponist (* 1924)
- 01. September: Erich Kunzel, US-amerikanischer Dirigent (* 1935)
- 01. September: Ed Metz, Sr., US-amerikanischer Jazzmusiker (Piano, Arrangement, Komposition) und Investmentbanker (* 1935)
- 01. September: Per Nyhaug, norwegischer Orchester- und Jazzmusiker (* 1926)
- 01. September: Viktor Plasil, österreichischer Jazzschlagzeuger (* 1926)
- 02. September: Guy Babylon, US-amerikanischer Komponist (* 1956)
- 02. September: Jon Eydmann, britischer Musikmanager und Musikproduzent (* 1968)
- 04. September: Skip Miller, US-amerikanischer Geschäftsmann und Musikproduzent (* 1946)
- 05. September: Mickie Jones, US-amerikanischer Musiker
- 07. September: Eddie Locke, US-amerikanischer Jazzmusiker (* 1930)
- 07. September: Fred Mills, kanadischer Musiker (* 1935)
- 08. September: Luther Thomas, US-amerikanischer Jazzmusiker (* 1950)
- 09. September: Michael Galasso, US-amerikanischer Komponist (* 1949)
- 09. September: László Simon, ungarischer Pianist (* 1948)
- 10. September: Sam Hinton, US-amerikanischer Folksänger und Meeresbiologe (* 1917)
- 11. September: Jim Carroll, US-amerikanischer Autor und Musiker (* 1949)
- 11. September: Bob Greenberg, US-amerikanischer Manager und Musikproduzent (* 1934)
- 11. September: Ramiro Musotto, argentinischer Perkussionist (* 1963)
- 11. September: Roland W., deutscher Schlagersänger (* 1941)
- 14. September: Bobby Graham, britischer Schlagzeuger (* 1940)
- 14. September: Jerry van Rooyen, niederländischer Jazzmusiker (* 1928)

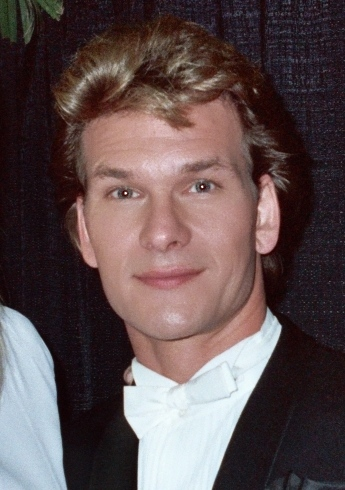
Patrick Swayze; † 14. September

- 14. September: Patrick Swayze, US-amerikanischer Schauspieler, Sänger und Tänzer (* 1952)
- 14. September: Lily Tembo, sambische Sängerin, Songschreiber und Journalistin (* 1981)
- 14. September: José de Udaeta, spanischer Flamenco-Tänzer, Choreograf, Pädagoge, Kastagnetten-Virtuose (* 1919)
- 15. September: Lincoln Maazel, US-amerikanischer Schauspieler und Sänger (* 1903)
- 15. September: Nunzio Rotondo, italienischer Jazztrompeter (* 1924)
- 16. September: Ernst Märzendorfer, österreichischer Dirigent (* 1921)
- 16. September: Johnny Mullins, US-amerikanischer Musiker und Songschreiber (* 1923)
- 16. September: Filip Nikolic, französischer Schauspieler und Sänger (* 1974)
- 16. September: Mary Travers, US-amerikanische Folksängerin (* 1936)
- 16. September: Dorothy Wellman, US-amerikanische Tänzerin und Schauspielerin (* 1913)
- 17. September: Leon Kirchner, US-amerikanischer Komponist (* 1919)
- 18. September: Arthur Kulling, deutscher Geiger, Konzertmeister, Klarinettist, Dirigent und Arrangeur (* 1926)
- 19. September: Arthur Ferrante, US-amerikanischer Pianist (* 1921)
- 19. September: Roc Raida, US-amerikanischer Discjockey (* 1972)
- 20. September: Freddy Bienstock, US-amerikanischer Musikproduzent (* 1928)
- 21. September: Sam Carr, US-amerikanischer Musiker (* 1926)
- 21. September: Wilma Cozart Fine, US-amerikanische Musikproduzentin (* 1927)
- 21. September: Parviz Meshkatian, iranischer Santurspieler und Komponist (* 1955)
- 21. September: Wess, italienischer Musiker (* 1942)
- 22. September: S. Varalakshmi, indische Schauspielerin und Sängerin (* 1927)
- 24. September: Howard Morrison, neuseeländischer Sänger (* 1935)
- 24. September: Esko Rosnell, finnischer Jazzmusiker (* 1943)
- 25. September: Albert Czapski, deutscher Musikindustrieller (* 1935)
- 25. September: Liselotte Ebnet, deutsche Operetten- und Musicalsängerin (* 1932)
- 25. September: Alicia de Larrocha, spanische Pianistin (* 1923)
- 27. September: Freddie McCoy, US-amerikanischer Jazzmusiker (* 1932)
- 27. September: Brian Redman, US-amerikanischer Bassist (* 1978)
- 29. September: Greg Ladanyi, US-amerikanischer Musikproduzent (* 1952)
- 29. September: Sperantza Vrana, griechische Schauspielerin, Sängerin und Autorin (* 1926)
- 30. September: Helmut Berger-Tuna, österreichischer Opernsänger (* 1942)

### Oktober
- 02. Oktober: Karl-Heinz Pick, deutscher Pianist und Komponist (* 1929)
- 02. Oktober: Dieter Seelow, deutscher Jazzmusiker (* 1939)
- 04. Oktober: Thomas Fehling, schwedischer Jazzmusiker und Architekt (* 1940)
- 04. Oktober: Fred Kaan, niederländischer Pfarrer und Liedtexter (* 1929)
- 04. Oktober: Mercedes Sosa, argentinische Folkloristin (* 1935)
- 05. Oktober: Michael Alexander, britischer Bassist (* 1977)
- 05. Oktober: Giselher Klebe, deutscher Komponist (* 1925)
- 06. Oktober: Harry Cox, belgischer Pianist und Komponist (* 1923)
- 06. Oktober: Bruce Grant, US-amerikanisch-französischer Jazzmusiker (* 1949)
- 07. Oktober: Shelby Singleton, US-amerikanischer Musikproduzent (* 1931)
- 08. Oktober: Abu Talib, US-amerikanischer Musiker (* 1939)
- 09. Oktober: Tee Holman, US-amerikanischer R&B- und Jazzmusiker (Schlagzeug) (* 1941)
- 10. Oktober: Sonny Bradshaw, jamaikanischer Musiker (* 1926)
- 10. Oktober: Stephen Gately, irischer Pop-Sänger (* 1976)
- 12. Oktober: Joachim Georg Görlich, deutscher Musiker, Komponist und Journalist (* 1931)
- 12. Oktober: Joel DiGregorio, US-amerikanischer Musiker (* 1944)
- 12. Oktober: Vladimir Havsky, russisch-chinesisch-amerikanischer Pianist (* 1923)
- 12. Oktober: Winston Mankunku, südafrikanischer Jazzsaxophonist (* 1943)
- 12. Oktober: Brendan Mullen, britischer Nachtklubbesitzer, Musikpromoter und Autor (* 1949)
- 12. Oktober: Dickie Peterson, US-amerikanischer Rockmusiker (* 1946)
- 12. Oktober: Joe Roland, US-amerikanischer Jazzmusiker (* 1920)
- 13. Oktober: Al Martino, US-amerikanischer Sänger (* 1927)
- 15. Oktober: Wilby Fletcher, US-amerikanischer Jazzmusiker (* 1954)
- 16. Oktober: Peggy Stone, deutsch-US-amerikanische Jazzpianistin (* 1907)
- 17. Oktober: Louisa Mark, britische Sängerin (* 1960)
- 17. Oktober: Vic Mizzy, US-amerikanischer Filmmusikkomponist (* 1916)
- 18. Oktober: Alma Brock-Smith, US-amerikanisch-kanadische Pianistin und Musikpädagogin (* 1908)
- 19. Oktober: Alberto Testa, italienischer Komponist, Sänger und Liedtexter (* 1927)
- 21. Oktober: Sirone, US-amerikanischer Jazzmusiker (* 1940)
- 22. Oktober: Maryanne Amacher, US-amerikanische Komponistin und Improvisatorin (* 1938)
- 23. Oktober: Richard Kittler, österreichischer Komponist und Pädagoge (* 1924)
- 25. Oktober: Heinz-Klaus Metzger, deutscher Musiktheoretiker (* 1932)
- 26. Oktober: Hans Rudolf Siemoneit, deutscher Kantor, Redakteur und Musikdozent (* 1927)
- 27. Oktober: Martin Hornstein, österreichischer Cellist (* 1954)
- 27. Oktober: Pamela Birch, britische Musikerin (* 1944)
- 27. Oktober: Stacy Rowles, US-amerikanische Jazzmusikerin (* 1955)
- 28. Oktober: Theodor Hassek, österreichischer Komponist und Musiker (* 1929)
- 28. Oktober: Taylor Mitchell, kanadische Folksängerin (* 1990)
- 30. Oktober: Mike Beck, US-amerikanischer Rapper
- 30. Oktober: Norton Buffalo, US-amerikanischer Bluesmusiker (Mundharmonika) (* 1951)
- 30. Oktober: Helmut Finke, deutscher Musiker und Instrumentenbauer (* 1923)
- 30. Oktober: Rudolf Walter, deutscher Komponist, Kirchenmusiker und Hochschullehrer (* 1918)
- 31. Oktober: Chen Lin, chinesische Sängerin (* 1970)
- 31. Oktober: António Sérgio, portugiesischer Radiomoderator und Musikjournalist (* 1950)

### November
- 02. November: Christian Dzida, österreichischer Musiker (* 1969)
- 03. November: Erik Saedén, schwedischer Opernsänger (* 1924)
- 04. November: Dieter Keitel, deutscher Jazz-Schlagzeuger und Orchesterleiter (* 1941)
- 07. November: Christa Franze, deutsche Bühnentänzerin (* 1927)
- 08. November: Rudolf Konrad, deutscher Musiker (* 1922)
- 08. November: Arda Mandikian, griechische Opern- und Konzertsängerin (Sopran) (* 1924)
- 10. November: Dick Katz, US-amerikanischer Jazzmusiker (* 1924)
- 12. November: Richard Drakeford, britischer Komponist (* 1936)
- 14. November: Ambrose Jackson, US-amerikanischer Jazztrompeter und Komponist (* 1940)
- 15. November: Derek B, britischer Musiker und Discjockey (* 1965)
- 17. November: Egon L. Frauenberger, deutscher Musikproduzent (* 1931)
- 18. November: Johnny Almond, britischer Popmusiker an Flöte und Saxofon (* 1946)
- 18. November: F. R. C. Clarke, kanadischer Organist, Chorleiter, Komponist und Musikpädagoge (* 1931)
- 20. November: Volker Horn, österreichischer Opernsänger (* 1943)
- 20. November: H. C. Robbins Landon, US-amerikanischer Musikwissenschaftler (* 1926)
- 20. November: Elisabeth Söderström, schwedische Opernsängerin (* 1927)
- 23. November: Pim Koopman, niederländischer Musiker (* 1953)
- 24. November: Ishii Kan, japanischer Komponist (* 1921)
- 24. November: Hale Smith, US-amerikanischer Komponist, Pianist und Musikpädagoge (* 1925)
- 25. November: Jean-Pierre Hurteau, kanadischer Opernsänger (* 1924)
- 25. November: Lupita Palomera, mexikanische Sängerin und Schauspielerin (* 1923)
- 26. November: Pia Beck, niederländische Jazzpianistin (* 1925)
- 27. November: György Melis, ungarischer Opernsänger (Bariton) (* 1923)

### Dezember
- 01. Dezember: Big Bill Lister, US-amerikanischer Country-Musiker (* 1923)
- 01. Dezember: Gustavo Adolfo Palma, guatemaltekischer Tenor (* 1920)
- 01. Dezember: Ramses Shaffy, niederländischer Sänger und Schauspieler (* 1933)
- 01. Dezember: Willie „Face“ Smith, US-amerikanischer Saxophonist und Arrangeur (* 1926)
- 02. Dezember: Aaron Schroeder, US-amerikanischer Komponist (* 1926)
- 02. Dezember: Vjekoslav Šutej, jugoslawischer bzw. kroatischer Dirigent (* 1951)
- 02. Dezember: Eric Woolfson, britischer Musiker und Produzent (* 1945)
- 03. Dezember: Torrie Zito, US-amerikanischer Jazzmusiker und Komponist (* 1933)
- 04. Dezember: Paul Bryant, US-amerikanischer Jazzmusiker und Schauspieler (* 1933)
- 05. Dezember: Jack Rose, US-amerikanischer Gitarrist (* 1971)
- 05. Dezember: Ludmila Ulehla, US-amerikanische Komponistin und Musikpädagogin (* 1923)
- 06. Dezember: Thomas Mattmüller, Schweizer Dirigent und Kirchenmusiker (* 1964)
- 08. Dezember: Charlie Banacos, US-amerikanischer Jazzmusiker (* 1946)
- 08. Dezember: Luis Días, dominikanischer Rock- und Jazzmusiker (* 1952)
- 08. Dezember: Cecil Steffen, US-amerikanische Komponistin und Musikpädagogin (* 1919)
- 09. Dezember: Bob Curtis, US-amerikanischer Tänzer und Choreograf (* 1925)
- 09. Dezember: Sheridan Spencer, US-amerikanischer R&B-Sänger
- 09. Dezember: Faramarz Payvar, iranischer Komponist (* 1933)
- 10. Dezember: Kenny Dino, US-amerikanischer Sänger (* 1942)
- 10. Dezember: Hans Hee, deutscher Komponist (* 1924)
- 10. Dezember: Vytautas Klova, litauischer Komponist (* 1926)
- 11. Dezember: Pedro Hebenstreit, deutscher Balletttänzer (* 1926)
- 11. Dezember: Gianni Vitiello, deutscher Musiker und DJ (* 1973)
- 12. Dezember: Max Pinchard, französischer Komponist und Musikwissenschaftler (* 1928)
- 13. Dezember: Joe Castro, US-amerikanischer Jazz-Pianist und Bandleader (* 1927)
- 14. Dezember: Franz Thon, deutscher Bandleader (* 1910)
- 16. Dezember: Terry Pollard, US-amerikanische Jazzmusikerin (* 1931)
- 17. Dezember: Peter Sandloff, deutscher Komponist (* 1924)
- 18. Dezember: Renée Lebas, französische Sängerin (* 1917)
- 19. Dezember: Aljoscha Zimmermann, deutscher Pianist und Komponist (* 1944)
- 20. Dezember: Jorge García, kubanischer Sänger und Komponist (* 1959)
- 20. Dezember: Brittany Murphy, US-amerikanische Schauspielerin, Musikerin und Synchronsprecherin (* 1977)
- 21. Dezember: Pete King, britischer Saxophonist (* 1929)
- 21. Dezember: Ergican Saydam, türkischer Pianist (* 1929)
- 22. Dezember: Mick Cocks, australischer Musiker (* 1955)
- 23. Dezember: Rainer Zepperitz, deutscher Kontrabassist (* 1930)
- 24. Dezember: Tim Hart, britischer Folkmusiker (* 1948)
- 25. Dezember: Arnold S. Caplin, US-amerikanischer Musikproduzent (* 1929)
- 25. Dezember: Vic Chesnutt, US-amerikanischer Sänger und Songwriter (* 1964)
- 25. Dezember: Rusty Dedrick, US-amerikanischer Jazz-Trompeter (* 1918)
- 25. Dezember: Walter Raffeiner, österreichischer Opernsänger (* 1947)
- 26. Dezember: Consuela Lee, US-amerikanische Jazzmusikerin (* 1926)
- 27. Dezember: Terence Greaves, britischer Komponist (* 1933)
- 27. Dezember: Isaak Schwarz, russischer Komponist (* 1923)
- 28. Dezember: Péter Mura, ungarischer Dirigent (* 1924)
- 28. Dezember: James Owen Sullivan, US-amerikanischer Musiker (* 1981)
- 29. Dezember: C. Aswath, indischer Musiker (* 1939)
- 29. Dezember: Gábor Lehotka, ungarischer Organist (* 1938)
- 29. Dezember: Jimmy Takeuchi, japanischer Jazzmusiker (* 1930)
- 30. Dezember: Rowland S. Howard, australischer Musiker (* 1959)

### Genaues Todesdatum unbekannt
- Karl-Heinrich Büchsel, deutscher Kirchenmusiker und Komponist (* 1922)
- Zofia Cykowiak, polnische Musikerin und Holocaustüberlebende (* 1923)
- Günther Gürsch, deutscher Jazz- und Unterhaltungsmusiker (Akkordeon, Piano, Arrangement) (* 1919)
- Peter Holler, deutscher Songschreiber und Rocksänger (* unbekannt)
- Gustav Neudecker, deutscher Hornist und Musikpädagoge (* 1921)
- Hermann Schäfer, deutscher Komponist, Musikpädagoge und -wissenschaftler (* 1927)
- Rafael Velásquez, venezolanischer Trompeter und Flügelhornist (* 1930)